# أنتوني إيمرسون
أنتوني إيمرسون (بالإنجليزية: Antony Emerson)‏ هو لاعب كرة مضرب أسترالي، ولد في 29 مارس 1963 في بريزبان في أستراليا، وتوفي في 23 يناير 2016 في شاطئ نيوبورت في الولايات المتحدة بسبب سرطان الكبد.

## وصلات خارجية
- أنتوني إيمرسون على موقع رابطة محترفي التنس (الإنجليزية)
- أنتوني إيمرسون على موقع الاتحاد الدولي لكرة المضرب (الإنجليزية)
- أنتوني إيمرسون على موقع خلاصة التنس.كوم (الإنجليزية)